# Jeanne Van Celst
 (avril 2021).
Jeanne Van Celst ou Jeanne Van Celst Emonts est une architecte belge, titre non légalement protégé autrefois. Durant sa carrière, elle exerce aux côtés de son mari. En 1925, elle est la première femme membre de la SCAB. En 1930, elle est membre du Cercle Artistique et Littéraire de Bruxelles.

## Biographie
Jeanne Van Celst rencontre et épouse Charles Emonts en 1916. Elle donne naissance à trois garçons : Paul Emonts naît à Saint-Gilles en 1917, Georges Emonts naît en 1919 et Pierre Emonts naît en 1925.
Elle s’installe à La Louvière dans une maison bourgeoise au 44 de la rue Warocqué en 1923. Ensuite dans une maison de la rue du Parc puis au 199 de la rue du Hamoir en 1934. Son mari dessine la maison jouxtant son bureau d’études. En 1944, durant la guerre, la maison est détruite à la suite des bombardements. C’est alors que le couple décide de rentrer dans leur ville natale, en s’installant à Bruxelles, dans une maison dessinée par leurs soins à Woluwe en 1950.

## Carrière
Dès lors, Jeanne observe et apprend à dessiner à travers son mari architecte. À l’époque, le titre d’architecte n’est pas réglementé. N’importe qui peut se l’approprier sans avoir à justifier de capacités ni connaissances spéciales.
Le 8 septembre 1925, elle devint la première femme architecte admise membre de la SCAB. Ses deux parrains sont son mari Charles Emonts et Paul Bonduelle chez qui son mari a commencé sa carrière. Cette admission qui garantit son titre d'architecte, cause une certaine sensation. Être une femme dans un milieu d’hommes n’est pas toujours simple, surtout à cette époque. Ceci reste toutefois admiré et félicité. Elle prend part avec son époux aux expositions organisées par la SCAB.
Elle participe avec son mari Charles Emonts au concours international pour le Palais de la Société des Nations à Genève, avec Victor Horta comme président de jury.
En 1928, elle participe avec son mari à l’exposition organisée au Musée du Cinquantenaire afin de mettre en avant les projets des participants belges.
En 1930, le couple participe à l’exposition au Cercle Artistique et Littéraire de Bruxelles. Ils y présentent deux projets. Le premier est une villa dont les différents volumes s’imbriquent les uns dans les autres et la cage d’escalier se trouve dans une tourelle à l’angle de l’habitation. Le second est une œuvre découlant de l’emploi du béton armé avec une façade de magasin établie sur un terrain qui n’a que 2,5 mètres de profondeur et un escalier logé dans une tourelle.

## Réalisations
- Façade de café – Chaussée de Houdeng-Goegnies[3].
- Villa à la Louvière.

## Concours
- Bâtiment présenté au concours international pour le Palais de la Société des Nations à Genève.
- Villa à l’exposition au Cercle Artistique et Littéraire de Bruxelles en 1930.

## Récompenses
Jeanne Van Celst et son mari obtiennent une prime d’encouragement par la commission des Beaux-Arts du Hainaut pour l’exposition organisée au Musée du Cinquantenaire mettant en avant les projets belges.